# 岡島優里
岡島 優里（おかじま ゆうり、1982年11月5日 - ）は日本の元AV女優。
東京都出身。血液型：O型、身長：163cm、スリーサイズ：B83cm・W58cm・H87cm。

## 略歴
河野静香として「恋のから騒ぎ」(10期生)に出演し、注目を浴びた。

## 作品

### アダルトビデオ
- emotion（2001年、TANK）デビュー作
- マーメイド 岡島優里（2004年5月13日、マルクス兄弟）